# Corollarium Bryologiae Europaeae
Corollarium Bryologiae Europaeae (abreviado Coroll. Bryol. Eur.) es un libro con ilustraciones y descripciones botánicas que fue escrito por el botánico, micólogo y paleontólogo francés Guillaume Philippe Schimper y publicado en Stuttgart en el año 1856, con el nombre de Corollarium bryologiae Europaeae conspectum diagnosticum familiarum, generum ... (1856)